# Stock-notatie
De stocknotatie is een nomenclatuursysteem in de scheikunde die hoofdzakelijk bij anorganische verbindingen toegepast wordt. Het systeem werd ontwikkeld door de Duitse scheikundige Alfred Stock en werd voor het eerst gepubliceerd in 1919. De stocknotatie houdt in dat de oxidatietoestand van het positieve element (vaak een metaal) in de verbinding wordt aangeduid in de benaming met Romeinse cijfers.
De stocknotatie is een verouderd systeem in de IUPAC-nomenclatuur van anorganische verbindingen, maar nog erg courant in gebruik.

## Voorbeelden
Als voorbeeld om de stocknotatie te illustreren kunnen de verbindingen FeCl2 en FeCl3 gelden. Beide verbindingen van ijzer verschillen van elkaar doordat ijzer in verschillende oxidatietoestanden verkeert. In FeCl2 komt ijzer als Fe2+ voor (oxidatietoestand +II) en in FeCl3 als Fe3+ (oxidatietoestand +III). De respectievelijke benamingen van deze verbindingen zijn dus ijzer(II)chloride en ijzer(III)chloride. Deze namen worden geaccepteerd door de IUPAC, maar de voorkeur voor deze verbindingen is respectievelijk ijzerdichloride en ijzertrichloride of ijzer(2+)chloride en ijzer(3+)chloride.
Verder wordt de stocknotatie in de nomenclatuur van coördinatieverbindingen gebruikt om de oxidatietoestand van het centraal metaalion aan te duiden. Zo wordt [Co(NH3)6]Cl3 aangeduid als hexa-amminekobalt(III)chloride.
Bij gemengde valentieverbindingen, zoals bij Co3O4, wordt een dubbele stocknotatie gehanteerd. Het metaal komt hier in twee verschillende oxidatietoestanden voor (te weten +II en +III) en wordt daarom aangeduid als kobalt(II,III)oxide.